# 熱拳本色
《熱拳本色》（日语：リングにかけろ）是日本漫畫家車田正美的拳擊漫畫作品，於1977年至1983年在集英社的「週刊少年Jump」上連載。2004年秋《熱拳本色1》在朝日電視台播放。另外2006年4月6日作為續篇的《日美決戰篇》也上映。描寫登場人物下一代的續作《拳王創世紀2》於「Super Jump」上連載。Jump Comics全25卷、WIDE版全15卷、文庫版全15卷、《熱拳本色1》全18卷。

## 故事簡介
作品描述了主角高嶺龍兒從姊姊高嶺菊那裡學習拳擊、在把接連出現的強敵一次又一次地擊退以及和夥伴們結成深厚的友情中成長，直至將命運之對手，拳擊天才劍崎順打敗成為世界冠軍的光輝歷程。
故事没有設立明確的章節，但依故事情節發生的順序大致可分為以下幾個構成部份：
- 前往東京篇
- 都大會篇
- 少年組冠軍盃賽篇（動畫化）
- 日美決戰篇（動畫化）
- 影道篇（動畫化）
- 世界大會篇（動畫化）
- 希臘十二神篇
- 阿修羅篇
- 世界冠軍賽篇

## 主要登場人物
高嶺 龍兒（高嶺 竜児、聲優：森田成一）
山口縣出身。父親是職業拳擊手。自小在姊姊高嶺菊的指導下接受拳擊訓練，可是由於他性格柔弱對拳擊不感興趣。母親再婚後，姊弟倆人為了逃避暴虐的繼父以及練習拳擊為目的決定前往東京。在東京他遇到了拳擊上永恆的競爭對手劍崎順。
高嶺 菊（高嶺 菊、聲優：田中理惠）
高嶺龍兒的姊姊。立志要把龍兒培養成為拳擊世界冠軍，完成父親未能實現的夢想。
劍崎 順（剣崎 順、聲優：置鮎龍太郎）
高嶺龍兒的競爭對手。公認的拳擊天才，是少年組之中實力最強的人。因為和龍兒一役中手臂負傷，需要在美國療傷而未能參加少年組冠軍盃賽的緣故，日本少年組冠軍的頭銜被高嶺龍兒奪得。
香取 石松（香取 石松、聲優：草尾毅）
千葉縣出身。身材短小，原本是個打架鬥毆的行家。對菊一見鍾情。
志那虎 一城（志那虎 一城、聲優：石川英郎）
來自京都府，出身於志那虎陰流劍術道場。幼年時在父親的變相特訓中右腕受重傷。
河井 武士（河井 武士、聲優：神谷浩史）
新潟縣出身。無論是在鋼琴方面或是拳擊方面都具有才能。和龍兒一樣向姊姊學習拳擊。在故事開篇初期自認是天才拳擊手，不把其他人放在眼裡。在少年組冠軍盃賽中和龍兒激鬥，後來又代表日本出戰。
布萊克・夏夫特（ブラック・シャフト、聲優：子安武人）
全美少年冠軍。
影道 殉（聲優：櫻井孝宏）
影道總帥，劍崎順的孿生弟弟。

## 電視動畫

### 製作人員
- 企畫：森下孝三、松本慶明、片岡義朗
- 原作：車田正美
- 製作人：Schreck Hedwick、木戶睦、吉澤孝男、辻洋
- 系列導演：貝澤幸男
- 系列構成：黑田洋介
- 製作担當：松坂一光
- 音樂：上田益
- 人物設定：荒木伸吾、姬野美智
- 總作畫監督：荒木Production
- 美術設計：飯島由樹子
- 色彩設計：辻田邦夫
- 協力：東映エージエンシー、集英社《Super Jump》
- 製作：朝日電視台
- 製作：東映動畫、Marvelous Entertainment

### 主題歌
- 片頭曲：（歌：Marina del ray、作詞：松尾康治、補作詞：車田正美、作曲・編曲：Kacky）
- 片尾曲（第1期）：「TAKE MY SOUL FOREVER」（歌：、作詞・作曲：YOFFY、編曲：YOFFY、KOISHI）
- 片尾曲（日美決戰篇）：「Shining like gold ～思い出の欠片（かけら）～」（歌：Marinadeiray、作詞：車田正美、松尾康治、作曲：Kacly、編曲：大石憲一郎）

## 外部連結
- （日語）東映動畫 熱拳本色1
- （日語）東映動畫 熱拳本色1～日美決戰篇～
- （日語） 東映动画 熱拳本色1～影道编～ （页面存档备份，存于）

## 作品的變遷
| 日本 朝日電視台 星期四2:42節目 | 日本 朝日電視台 星期四2:42節目                            | 日本 朝日電視台 星期四2:42節目 |
| ------------------------------ | --------------------------------------------------------- | ------------------------------ |
|                                | 熱拳本色1 （2004年10月6日 - 2004年12月15日）              |                                |
| ベストヒットUSA                | 異域傳說                                                  |                                |
| 日本 朝日電視台 星期五2:40節目 |                                                           |                                |
| 曙光少女                       | 熱拳本色1 ～日美決戰篇～ （2006年4月6日 - 2006年6月12日） | 貧窮姊妹物語                   |

| 台灣 衛視電影台 星期一至五 20:00 - 21:00                                                                                                | 台灣 衛視電影台 星期一至五 20:00 - 21:00      | 台灣 衛視電影台 星期一至五 20:00 - 21:00 |
| --- | --------------------------------------------- | ---------------------------------------- |
| | 熱拳本色(第1季) （2013.06.21 - 2013.07.17)    |                                          |
| 爆漫王 （2013.05.02 - 2013.05.30） 開心鬼救開心鬼(電影) (18:10 - 20:00) （2013.05.31) 爆裂鼻毛真拳(日本卡通) （2013.06.03 - 2013.06.20) | 王者天下(日本卡通) （2013.07.18 - 2013.08.22) |                                          |